# Peter Berggren (författare)
Peter Berggren, kapellist vid svenska hovet under mitten av 1700-talet. Berggren var åtminstone under en tid herrnhutare och uppges ha diktat flera av sångerna i den herrnhutiska sångboken Sions sånger.